# Sputnik Almietjewsk
Sputnik Almietjewsk (ros. Спутник Альметьевск) – rosyjski klub hokeja na lodzie z siedzibą w Almietjewsku.

## Historia
Klub powstał w 2011 przy klubie nadrzędnym Nieftianik Almietjewsk z rozgrywek WHL, stając się jego drużyną farmerską (w latach 1965-1986 nosił on nazwę Sputnik). Drużyna została przyjęta do juniorskich rozgrywek MHL-B od edycji 2012/2013. Jednocześnie w sezonie 2013/2014 drużyna seniorska Sputnika brała udział w rozgrywkach RHL. Juniorzy Sputnika po edycji MHL-B 2015/2016 zostali wycofani z rozgrywek i przeniesieni do wyższych rozgrywek MHL od edycji 2016/2017.

## Sukcesy
- Brązowy medal MHL-B: 2013